# Sainte-Honorine-du-Fay
Sainte-Honorine-du-Fay é uma comuna francesa na região administrativa da Normandia, no departamento Calvados. Estende-se por uma área de 7,55 km². Em 2010 a comuna tinha 1 362 habitantes (densidade: 180,4 hab./km²).